# 保加利亚历史
保加利亞歷史，是指現時保加利亞共和國之前身之國家歷史，與大保加利亞和伏尔加保加利亚有分別。

## 早期
保加利亞發掘出歐洲目前最早的房屋遺址，距今超過六千年. 

### 色雷斯人
現在的保加利亞北部相當於古代默西亚東部，而保加利亞南部相當於古代色雷斯北部。保加利亞古代居民為色雷斯人。

### 羅馬色雷斯行省
公元1年前後，此地成為羅馬帝國的一部分，分屬色雷斯省與默西亞省，隨後拜占廷帝國將其繼承。
現今保加利亞地區在羅馬帝國時代被稱爲梅西亞，大部分居民以說拉丁語之旁支通俗拉丁语的色雷斯人，希臘人和達基亞人爲主。

### 斯拉夫人
公元7世紀中葉，斯拉夫人佔領莫西亞地區。

### 保加爾人

650年在烏克蘭游牧的保加利亞部落勢力

保加尔人，或譯「不里阿耳人」，保加爾人的來源不甚清楚。現時主要理論有二：其一認爲保加爾人與匈人有關，與突厥人則有較疏遠关系；其二而較新之觀點認爲他們是雅利安人種和源於帕米爾高原。保加尔人自在高加索山脈和現時俄罗斯南部和乌克兰地區西北移動后，在7世紀起陸續到達巴尔干半岛。
公元二世纪，一部分保加尔人由中亚向西移。四世纪，一些保加尔人到亞美尼亞。六世纪，生活在北高加索与南俄，七世纪到達巴尔干半岛，與當地斯拉夫人融合形成保加利亞。伊本.法德兰说保加爾人与俄罗斯人和維京人一样淡肤色，拜占廷人形容他们是斯基泰人与萨尔马提亚人。
保加爾人信奉一神論的腾格里教（Tengri），希腊人叫他们异教徒。10世紀起，很多伏爾加保加爾人改信伊斯兰教。语言是突厥语中乌戈尔支，突厥文化，使用古突厥文，历法与突厥一样。
保加爾人由世襲的可汗和貴族波雅爾所管理統治，有一些貴族成員擁有武力而形成統治階級（6-12人一起议事）。保加爾人好戰，大部分時間在馬上到處遊掠和遷居。在6世紀和7世紀間，保加爾人在黑海北岸與北高加索生活，建立汗國。汗國創立人庫弗拉特汗（Kuvrat）死後，受到東方可薩人的侵擾。
6世紀，保加爾人Kutriguri部在阿斯帕魯克率領下遷居到現時的羅馬尼亞。681年，這批保加爾人渡過多瑙河進入現時保加利亞。
保加爾Utiguri部在巴顏率領下於伏爾加河流域定居下來，並改信伊斯蘭教和保持獨立直至十三世紀。

## 中期

### 保加利亞第一帝國（681－1018）

#### 崛起
6世紀大量斯拉夫人來到這裡，與少量由阿斯帕魯克汗率領，從黑海北岸與北高加索遷移到梅西亞的講突厥語的保加爾人融合，產生保加利亞人。
681年，保加爾人阿斯帕魯克汗在多瑙河南岸打敗拜占庭皇帝查士丁尼二世所領導之軍隊。
保加爾汗阿斯巴鲁赫和查士丁尼二世在其後之協定中將多瑙河以南與巴爾幹山脈之間地區割予保加爾人，拜占庭亦保持一貫作風：每年交付金錢予保加爾人。此後保加爾人在多瑙河下游流域建立汗國，但其斯拉夫居民在數目上遠超保加爾人。此後三百年間，保加利亞是一個強大的獨立帝國，其勢力足以與拜占廷抗衡。
由7世紀至10世紀，保加爾人漸漸被斯拉夫人同化，並採用一種南斯拉夫語族之保加利亞語。
公元1000年左右，演變成現今接近塞爾維亞人之南部斯拉夫民族中，與來自中亚的圖蘭低地之保加爾人不同的保加利亞人。保加爾汗則變成保加利亞沙皇，而這時之第一保加利亞帝國被部分學者稱爲西保加利亞帝國，以區別于當時依然居住于伏爾加河流域之保加爾人。保加利亚-拜占廷战争因保加利亞人向色雷斯境內的拜占廷堡壘索取貢金而引發。
755年，保加利亚首领捷列茨（Телец）入侵拜占廷，遭拜占廷皇帝君士坦丁五世（718年～775年）擊退。759、763年，連遭敗績。767年，簽訂和約。772年，其計劃突襲拜占廷，但為拜占廷獲悉。775年，兩軍作戰至君士坦丁五世死去。780年，戰事再起，拜占廷皇后伊林娜（752年～803年）向北奪取保加利亞部分領土，而保加利亚汗卡达姆（Кардам）則迫使拜占廷在792年恢復向保加利亞納貢。

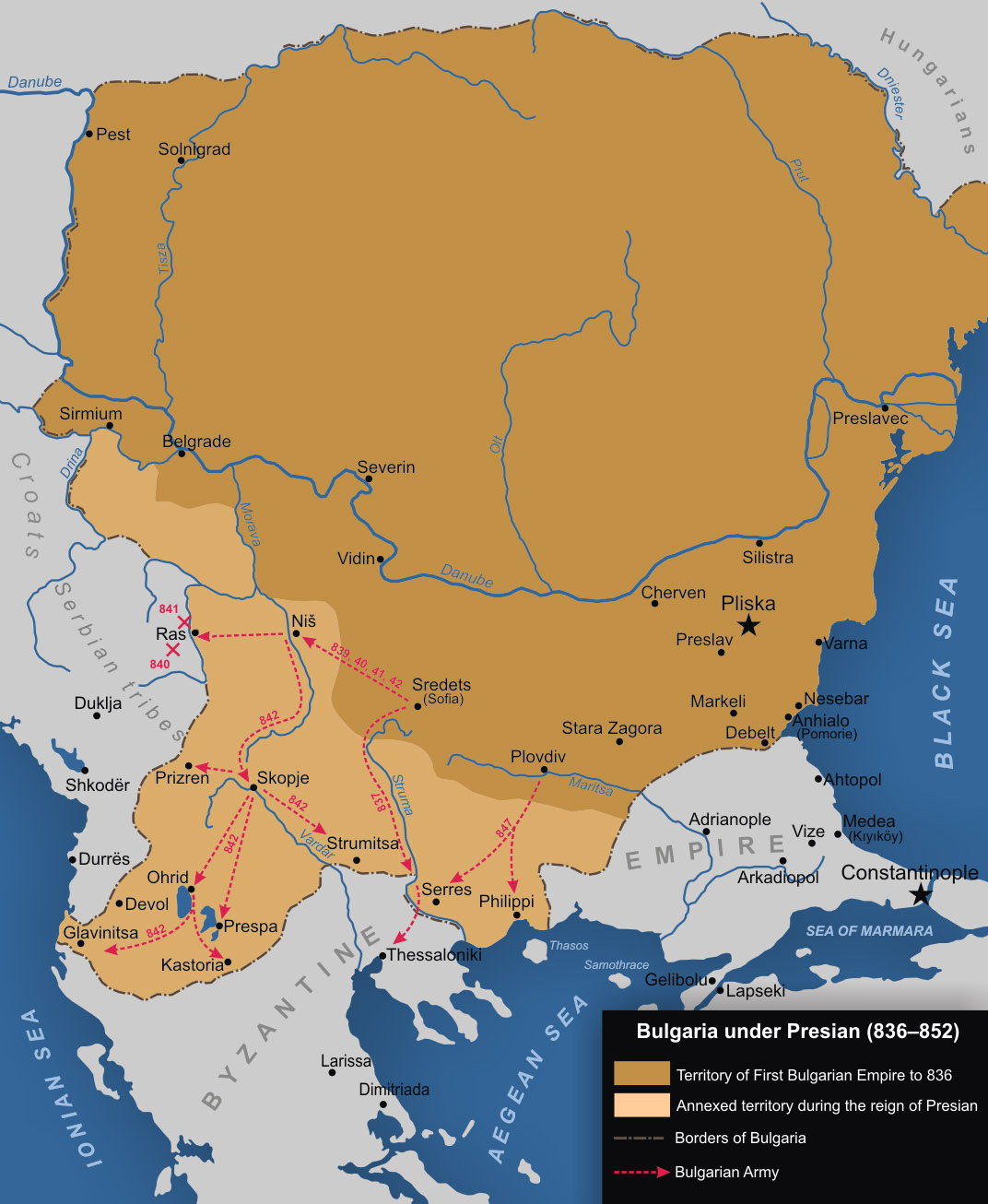
克魯姆汗811年大勝拜占庭後，保加利亞一直到852年之間擴張的領土

809年，拜占廷皇帝尼基弗魯斯一世（？～811年）攻陷保加利亞首都普利斯卡。克魯姆汗（？～814年）多次求和，均遭嚴拒。然拜占廷內部發生奪位鬥爭，803年～810年，又對法蘭克王國的查理曼作戰，導致力量分散。811年，保加利亞夜襲，尼斯福魯斯陣亡，頭骨被克魯姆做成酒杯。813年，威尔西尼基阿战役中，拜占廷將軍亞美尼亞人利奧率亞美尼亞軍隊臨陣譁變，拜占廷皇帝邁克爾一世（811年～813年在位）大敗。利奧隨即篡奪帝位，稱利奥五世。817年，利奥在迈塞姆布里亚战役（米山布里亚战役）击败保加利亚奧莫爾塔格，迫其签下30年和平条约。
864年，保加利亞汗鮑里斯一世（Борис I，852年～889年）改稱大公。

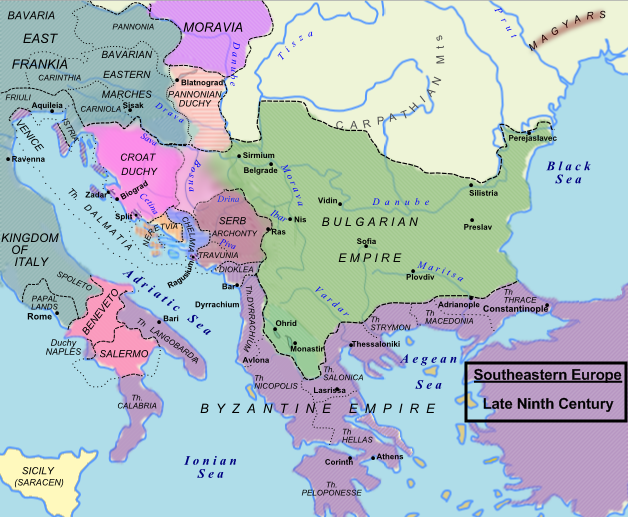
850年的保加利亞國土

##### 宗教
865年，鲍里斯一世自拜占庭接受東正教為國教，普世牧首容許在奧赫里德建立獨立保加利亞牧首管理保加利亞教務。同時期的里拉的聖伊凡（876年-946年）成爲保加利亞主保聖人。

##### 文字
約在886年，保加利亞帝國採用由生於帖撒羅尼加的傳道士聖西里爾及聖梅索迪斯所創之格拉哥里字母。在格拉哥里字母和古教會斯拉夫語的基礎上，886年，鲍里斯一世下令建成普雷斯拉夫和奧赫里德人文學院，帶領保加利亞進入文化和文學的活躍期。
9世紀初期，普雷斯拉夫人文學院在希臘和格羅葛里字母之速寫基礎上發明西里尔字母。另一說法是聖濟利祿及聖默多狄的徒弟和學者，奧赫里德的聖克萊孟在奧赫里德人文學院在發明西里尔字母。

#### 鼎盛

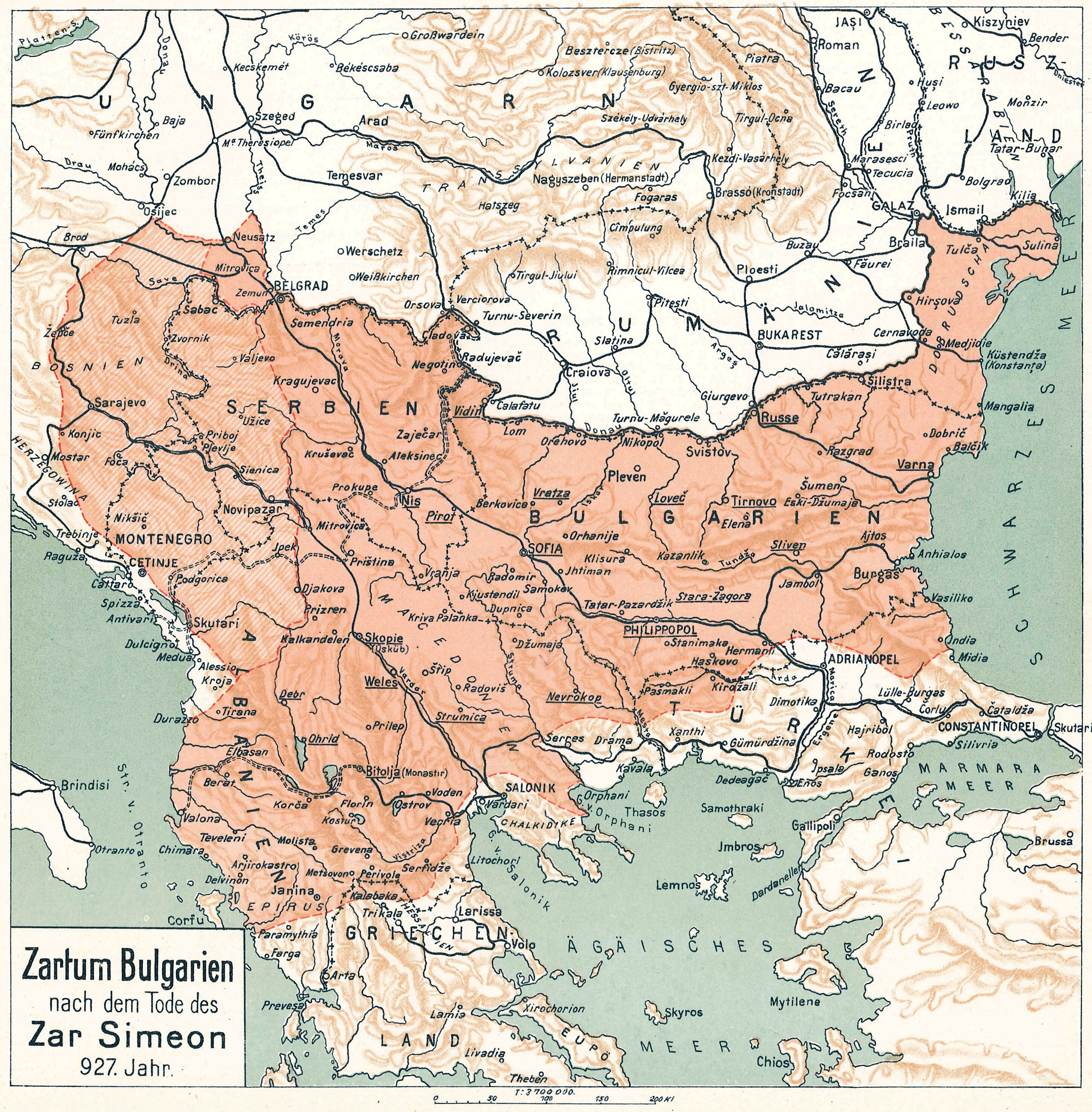
西美昂大帝（893～927年）時的保加利亞極盛領土，此期也被稱為「黃金三十年」

889年，因貿易權衝突，戰事又起。893年，保加利亞大公西美昂（西蒙、西緬）一世（893～927年）登基，隔年擊敗希臘軍。在西美昂一世（或稱西美昂大帝，893年至927年在位）帶領下之保加利亞成爲拜占庭帝国在歐洲之主要對手。西美昂在位期間與拜占庭帝國爭戰，意圖成爲保加人和希臘人的皇帝。895年，在拜占廷唆使下，阿爾帕德（840年～907年）率馬扎爾人進攻保加利亞。西緬與南俄的遊牧民族佩切涅格人結盟，擊敗馬扎爾。阿爾帕德被迫逃離黑海故土，攻入多瑙河流域，奪取當地斯拉夫人的土地，在今天的匈牙利境內建立王朝。896年，西緬擊敗馬扎爾人後揮軍南下取勝。897年，拜占廷求和，向保加利亞繳納年貢。
913年，西美昂在將塞爾維亞變成保加利亞之附庸後，自立為保加利亞人和希臘人的“凱撒”（沙皇，Цар），這稱號被羅馬教宗所承認但不被拜占庭接納。西美昂率軍進逼君士坦丁堡，簽訂苛刻的城下之約，滿載貢金，不戰而歸。拜占廷隨即發生宮廷政變，皇后佐伊（906年～920年）奪權成功。此後西美昂在西北邊境與來自達爾馬提亞並保有波斯尼亞大部分的克罗地亚君主托米斯拉夫爭持，北方則有馬扎兒人和佩切涅格(Pechenegs)族。
914年，西緬出軍占領马其顿、阿德里安堡、阿尔巴尼亚。918年，又試圖奪取希臘北部與帖撒利亞（希臘東部）。此後5年間，西緬4度圍攻君士坦丁堡，均因海上力量不足，無功而返。
927年5月27日，西蒙大帝突然去世，其子彼得一世即位，採取與拜占庭帝國的和平政策，戰事告一段落。西緬因其功績被稱為西緬大帝（Симеон Велики）。由他的大帝稱號可知西美昂一世是第一帝國極強大時期的君主；他甚至被媲美成保加利亞的查理曼。不過在西美昂死後，保加利亞走下坡。
索非亞在西美昂時期成爲學術中心。9世紀起，拜占庭決定帖撒羅尼加成為保加利亞與拜占庭的通商城市，直至西美昂時保加利亞入侵色雷斯，拜占庭才遷回君士坦丁堡。

#### 衰亡
沙皇彼得一世和鲍里斯二世時期，國内有波各米勒派的宗教爭議，外有與北方匈牙利之戰爭和西面塞尔维亚的獨立。
彼得一世即位後面臨兄弟們的叛亂，幾經艱辛平定內亂。930年後，彼得一世又要面對馬札爾人的入侵。
另外早前曾經投靠西蒙大帝與率保加利亞軍凱旋西征的塞爾維亞人領袖察斯拉夫·卡羅尼米洛維奇，乘彼得一世統治混亂的機會得到拜占庭帝國暗中支持下起義，最終塞爾維亞人成功爭取獨立。
966年，拜占庭皇帝尼基弗魯斯二世拒絕向保加利亞王國進貢，戰爭立即爆發。彼得一世統治後期，北方的基輔羅斯開始入侵巴爾幹，迅速奪取保加利亞在多瑙河以北所有地區。971年，拜占庭趁機與基輔羅斯聯盟，攻破普利斯拉夫。拜占庭帝國趁基輔羅斯防備鬆懈，擊敗基輔羅斯，還鼓動突厥人殺死基輔羅斯大公斯維亞托斯拉夫，獨霸聯軍占領的保加利亞疆土。972年，拜占庭皇帝約翰一世將保加利亞東部領土收為保护国。西面以馬其頓為中心的領土暫時保持獨立。保加利亞元氣大傷，但沒有放棄獨霸巴爾幹的想法。978和995年，再次攻打色雷斯。
981年，拜占庭皇帝巴西尔二世從阿拉伯近東地區回師色雷斯，入侵保加利亞，巴西尔二世的部隊在克雷迪昂战役中大敗保加利亞沙皇薩穆伊爾（Самуил，？～1014年）的部隊。
986年，薩穆伊爾入侵帖撒利亞，占領拉里撒與都拉基烏姆，並趁拜占廷內訌之機，向保加利亞以東擴張。巴西爾率軍奮力抵抗。
996年，在保加利亞首都奧赫里德、斯佩切依奧斯擊敗保加利亞。1003年，巴西爾奪回希臘和馬其頓。
1014年，貝拉西察戰役中，巴西爾全殲薩穆伊爾主力。據說皇帝在克雷迪昂戰役後將戰俘剜目，每100名保加尔人战俘中的1名剜去一目带路，99名剜去双目，百人一隊，每隊僅有一個保留有一隻眼睛的人帶路，遣散14000名保加利亞戰俘回国，萨穆伊尔见此后不久惊骇而死。巴西爾在對保加爾人的戰爭中的残酷行為，得到「保加爾的屠夫」綽號，巴西尔二世亦因此役威名大震。保加尔人在此役中损失萨穆伊尔军主力，终于在四年后被迫投降。1018年，巴西爾二世終於重新將保加利亞併入拜占庭帝國版圖，但允許其自治，保加利亞大體上為拜占庭所控制，保加利亞第一帝國宣告滅亡。

#### 勢力範圍
保加爾汗國直接控制的領土在阿斯帕鲁赫至克鲁姆登位以前都在在川西凡尼亞山脈南麓的多瑙河下游流域附近。
克鲁姆、奥莫尔塔格、馬拉米爾和普里西安四汗時至860年代在西北佔領潘诺尼亚在提薩河以東的地區、西邊以貝爾格勒和Srem城為邊界與摩拉維亞和那時新興的塞爾維亞接壤、以南推進至索非亞和現今塞爾維亞，黑山的南部和馬其頓共和國（包括奧赫里德和現時斯科普里和科索沃）的地區，並在色雷斯與帖撒羅尼加之間得到出愛琴海的港口。
西美昂一世時期，保加利亞領土再向南推進到伊庇鲁斯地區和包括亞得里亞那堡的色雷斯大部份地區，以西收塞爾維亞為保護國，並與西方之克羅地亞和西北之馬扎兒人接壤，北方曾經名義上控制過後來受馬扎兒人影響的特兰西瓦尼亚，又名義上控制過後來受佩切涅格人（属突厥民族）佔居的特兰西瓦尼亚以東至黑海西北岸，約即現今烏克蘭西南部和摩爾達維亞的東南部地區。
後來發展至占庭皇帝約翰一世時，拜占庭取去現今和多瑙河下游南岸、色雷斯和埃皮魯斯，匈牙利取去部分帕諾尼亞和现时川西凡尼亞，佩切涅格人繼續控制上述其佔居地區，後來這地方成爲摩達維亞的一部分。
佩切涅格人控制多瑙河下游北岸和川西凡尼亞山脈南麓之間的地帶，演化為地方勢力管治，後來這片土地發展為瓦拉幾亞，塞爾維亞諸邦又漸漸走向獨立，保加利亞縮至以馬其頓為中心的地區，並一直受沙皇薩穆伊爾和其數位繼任者管治至1018年。

### 拜占庭保加利亞（1018－1185年）

1045年時拜占庭治下、仍有部分自治權的保加利亞軍區

1040年，薩穆伊爾之孫彼得二世發動獨立戰爭，在貝爾格萊德被擁為沙皇，與皇族親王阿魯西安努斯共同執政。獨立軍進攻拜占廷的塞萨洛尼基城，被擊退，隨即內訌再起，阿魯西安努斯伏擊德爾詹，剜去其雙目。1041年，獨立戰爭被鎮壓下去。
1072年，薩穆伊爾外曾孫康斯坦丁·博京（Константин Бодин）自立為彼得三世（Петър III），繼續反抗拜占廷。

### 保加利亞第二帝國（1185－1396年）

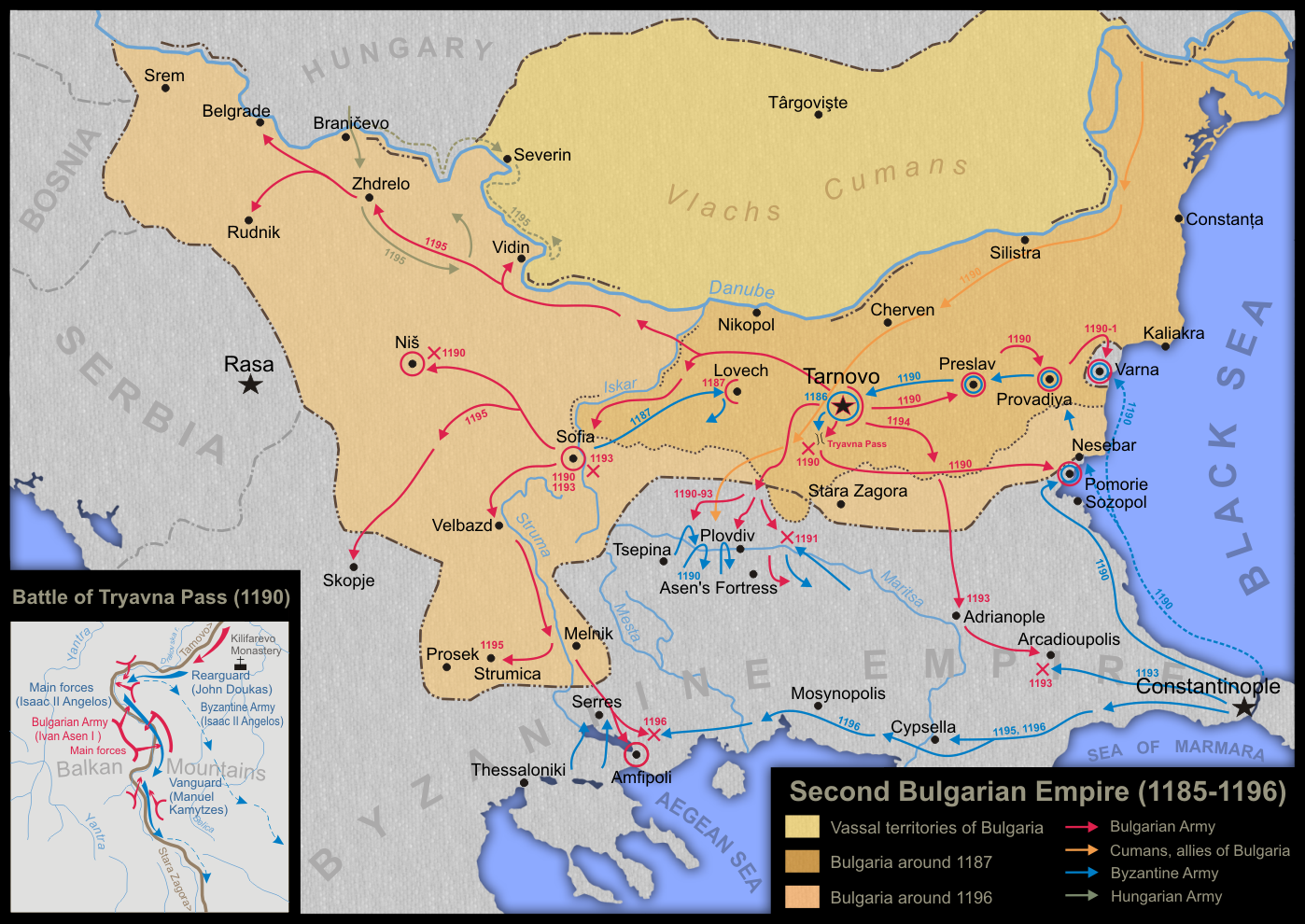
1185年復國後，保加利亞第二帝國擴張至1197年的領土，包含北方淺米色的附庸勢力

1185年，貴族出身的彼得·阿森四世（Петър IV）和伊凡·阿森一世（Иван Асен I）两兄弟領導保加利亞東北方的第諾伐人大規模起義，反抗並打敗拜占庭的駐軍。1187年，拜占廷被迫承认其独立，保加利亚第二帝国（1185年—1396年）建立，首都普列斯拉夫，後遷至第諾伐。
13世纪，保加利亚经济发展，城市增加。伊凡·阿森二世时期（公元1218年-1241年），國力達到鼎盛，疆域最廣，南抵色雷斯，東西至海。阿森二世死后，国势日衰。

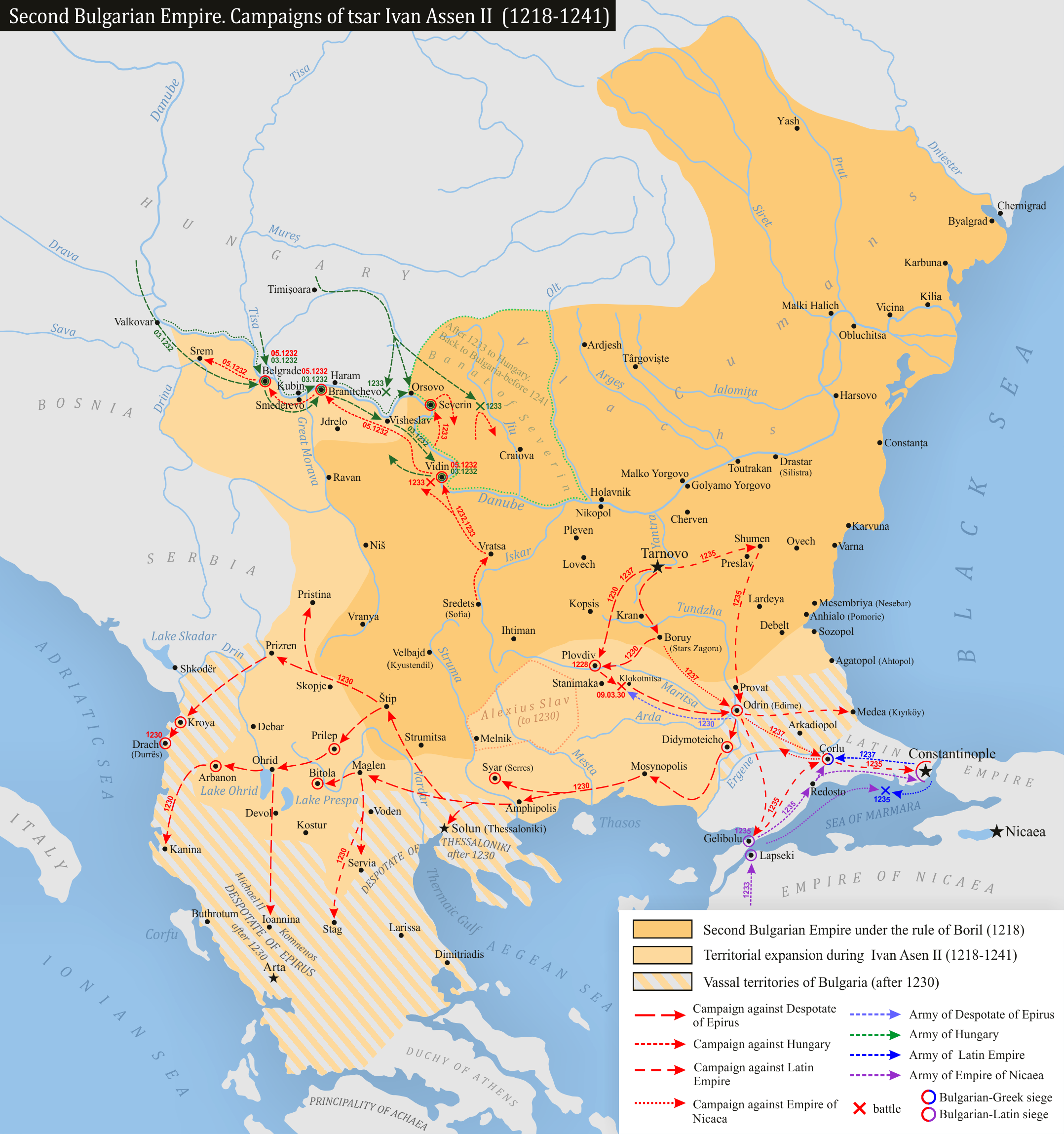
伊凡·阿森二世在位时（1218-1241年），利用1204年威尼斯消滅拜占庭的機會，大幅擴張了保加利亞的國土

1242年，大蒙古國的拔都军入侵至此。1258年，阿森王朝被推翻。1261年，拜占廷进攻保加利亚，夺取安其亚鲁斯港与迈塞姆布里亚港。
1265年，拜占廷皇帝迈克尔八世（1224年～1282年）出军夺取保加利亚海莫斯（巴尔干山脉）以南领土，回军途中遭伏击，被生擒，被迫许诺归还两港。但迈克尔八世食言，保加利亚1272年出军但失败，从此放弃安其亚鲁斯港与迈塞姆布里亚港。
1277年，伊瓦伊洛起义爆发，起义声势浩大，国王被杀，伊瓦伊洛被拥戴为王。1278年，起義軍佔領首都第诺伐。1279年2月，拜占庭军队趁機攻占首都第诺伐。1280年，起义失败，伊瓦伊洛逃亡后被蒙古人所杀。
1330年，保加利亞淪為塞爾維亞的附屬國，此後又分裂為幾個小國。
在1389年的科索沃戰役和1396年的尼科堡戰役後，保加利亞第二帝國滅亡失去獨立。成為鄂圖曼帝國的一個行省。

### 鄂圖曼保加利亞（1396－1878）
保加利亞在1396年被鄂圖曼帝國征服後被土耳其人統治500年。解放始於1877年－1878年俄土戰爭的結果，保加利亞成為鄂圖曼帝國的自治公國，於1908正式年宣布獨立。
1393年，鄂圖曼帝國佔領保加利亞第二帝國的塔諾沃維利克，加上保加利亞先前受到十字軍東征的破壞，土耳其人最後在瓦納戰役中獲得勝利。當鄂圖曼土耳其佔領時，破壞大部份的教堂以及城堡。並將首都改為君士坦丁堡。當時許多大城市被破壞，直到十九世紀都還呈現荒蕪狀態。鄂圖曼土耳其帝國並沒有強迫保加利亞人由基督信仰改為伊斯蘭教，但是當時有許多政策讓保加利亞開始伊斯蘭化。這些信仰伊斯蘭教的保加利亞人，還保有自己的語言及當地服飾。

#### 首次反叛
當鄂圖曼帝國在15世紀初勢力上升時，就有保加利亞人公開反對他們的統治。第一次起義開始於1408年，兩個保加利亞貴族，康斯坦丁和Fruzhin，解放一些地區幾年。
一個多世紀後，兩次特爾諾沃起義發生 - 1598年（第一次起義特爾諾沃）和1686年（第二特爾諾沃起義）圍繞古都大特爾諾沃。這次叛亂也是由奧地利人挑起。
所有起義均告失敗，並造成大量人口被殺。在18世紀俄羅斯和鄂圖曼帝國簽訂《庫楚克開納吉和約》後得到干涉鄂圖曼事務保護東正教的權利。

#### 控制減弱
17世紀後，鄂圖曼的控制開始減弱，到十八世紀後全面瓦解。中央政府的軟弱讓許多人開始在地方有個人優勢。十八世紀到十九世紀，巴爾幹半島呈現無政府狀態。這段無政府期間，很多農夫逃亡到鄰近國家，包括摩尔多瓦、瓦拉幾亞或者俄羅斯南部。保加利亞民族主義開始興起，日後成為共和國的主要因素。
受到西方自由主義及民族主義的影響，保加利亞民族主義在19世紀興起。這波民族主義熱潮，沿著法国大革命，一路從希臘擴展至保加利亞。但受到希臘控制，所以並沒有成功。

#### 覺醒
米利特，是鄂圖曼帝國的宗教自治系統。蘇丹承認君士坦丁堡普世牧首為他的帝國的東正教徒人民的領袖。在鄂圖曼坦志麦特改革開始後，民族主義在帝國興起，在1860年和1870年分別成立保加利亞希臘禮天主教會和保加利亞正教會。這樣一個獨立的保加利亞教區成立的基礎是建立在民族認同，而不是正統和領土的原則上。

#### 四月革命
19世紀後期，在瓦西爾·列夫斯基的領導下，獨立運動興起，對鄂圖曼帝國統治的武裝抵抗升級引起起義。1876年4月，保加利亞爆發四月革命，但並沒有良好的規劃。爆發的區域在普羅齊夫，保加利亞的北方。馬其頓及史麗芬也參與其中。鄂圖曼輕易地控制住革命，破壞許多村莊，並且進行大屠殺，屠殺30000個保加利亞人，引發歐洲各國關注，尤其是俄羅斯。

#### 俄土戰爭
俄羅斯在巴爾幹地區的戰略利益，是俄土戰爭原因之一。俄羅斯抓住機會，宣稱要為斯拉夫兄弟報仇。1877年4月，向鄂圖曼帝国宣戰。之後在1878年《聖斯特凡諾條約》成立保加利亚大公国。

## 近代

### 保加利亞公國（1878－1908年）

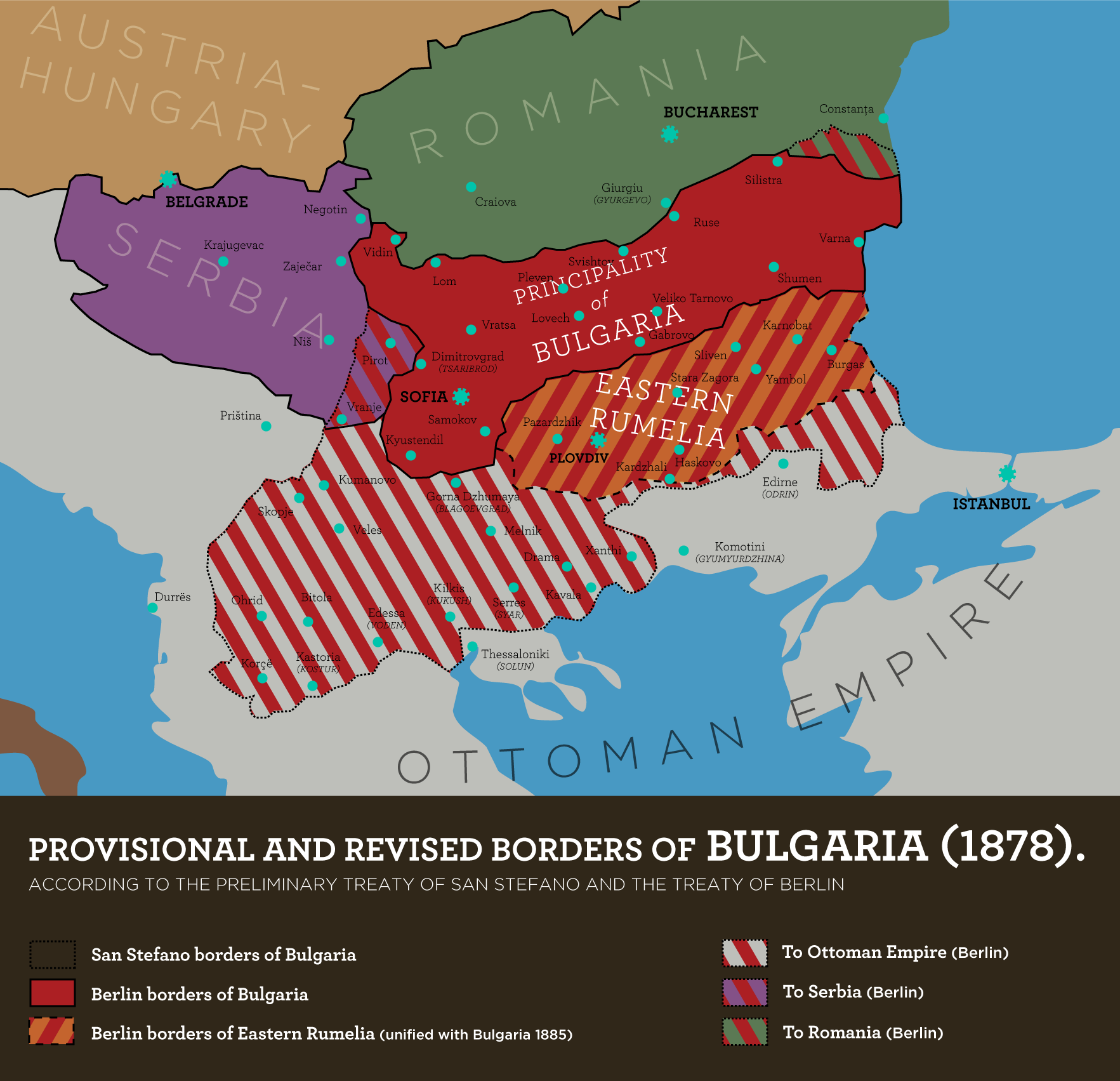
1878年3月的《聖斯特凡諾條約》，保加利亞人在俄軍的幫助下成立了（獨立且巨大的）保加利亞公國（純紅區加斜線的紅橘、紅白區），但因為公國太大且俄國勢力膨脹太多，英、法、奧匈等國壓迫俄軍歸還領土給土耳其，於是在德相俾斯麥於柏林會議的調停下，各國於7月重簽了1878年柏林條約，土耳其受益如下：1.完整收回紅白斜線區（馬其頓地方）；2.部分收回紅橘斜線區（成立半自治的「東魯米亞省」）；3.保加利亞公國領土縮水成紅色區，並且降為內政自主、外交隸屬於土耳其，須向土國納貢的自治公國

#### 國家覺醒
1877年，第十次俄土战争爆发，奥斯曼帝国战败。1878年，在俄罗斯帝国的支持下，從鄂圖曼帝國中獨立，保加利亞公國建立，但領土範圍只有現保加利亞的一部分，且鄂圖曼帝國有時會幹涉保加利亞王國的自治權。
1878年3月，簽訂聖斯特凡諾條約，給予保加利亞名義上的自治權，實質上獨立的權利。然歐洲各國擔憂俄羅斯壯大，因此1878年夏召于德国开柏林会议，保加利亚与塞尔维亚一道获得自治权，但仍然由奥斯曼帝国统治。
保加利亞公國雖名義上是奥斯曼帝国的屬國，但擁有自己的憲法、國旗、國徽、國歌和外交政策。保加利亚被一分为三：北部的保加利亚公国、南部的東魯米利亞和馬其頓，後兩地由土耳其收回。根据柏林会议创建的保加利亚第一次国民议会推荐，由来自德国巴滕贝格王室家族的亚历山大于1879年4月当任首任大公，是为亚历山大一世。
1885年保加利亞公國出兵占領了東魯米利亞，引起了塞保戰爭（1885－86年），結果保加利亞勝利，土耳其簽約承認保國獲得東魯米利亞的主權。
保加利亞政府開始推動現代化，廣建國小及國中。1910年，已經有4800所小學。法國在1878-1933年捐贈許多圖書館、天主學校。1888年第一所大學設立，並在1904年改名為索非亞大學，裡面有三個學院，分別是歷史、哲學、數學。

### 保加利亞王國（1908－1946）
1908年10月5日，奧斯曼帝國內憂外患，保加利亞在列強的幫助下獲得完全獨立，建立保加利亞王國，斐迪南一世恢復沙皇稱謂。
泛斯拉夫主義成為巴爾幹半島主流思想，巴爾幹半島諸國也積極擴軍及進行外交工作，謀求得到歐洲列強的支持，希望奪取奧斯曼帝國在巴爾幹半島的領土。
1912年3月，塞爾維亞王國和保加利亞結盟。5月，黑山王國和希臘王國加入，組成巴爾幹同盟。

#### 巴爾幹戰爭

##### 第一次

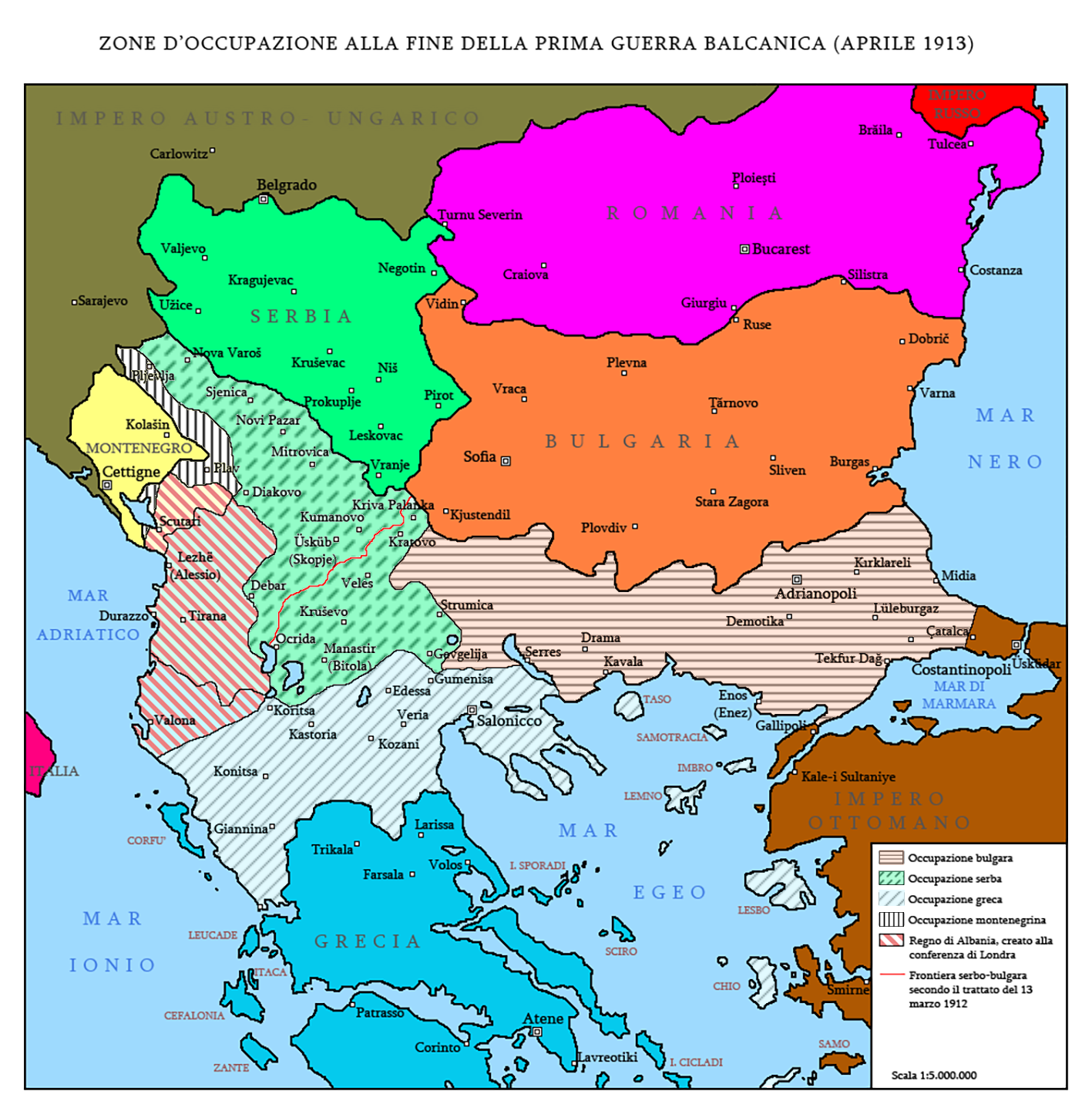
第一次巴爾幹戰爭後的領土變更（1913年4月）：保加利亞獲得米色地區

經過多年的現代化及軍事化改革後，保加利亞成為巴爾幹的普魯士。然而，由於柏林會議在土地的劃分上並沒有顧及民族問題，因此1912年再度爆發巴爾幹戰爭。
保加利亞與塞爾維亞、黑山、希臘四國聯手企圖瓜分土耳其在歐洲部分的領土。1912年10月8日，黑山向奧斯曼帝國宣戰。14日，塞爾維亞、保加利亞、希臘聯合向奧斯曼帝國發出最後通牒。17日，奧斯曼帝國向保加利亞和塞爾維亞宣戰。18日，希臘向奧斯曼帝國宣戰。保加利亞希望得到馬其頓和愛琴海上的港口（尤其希望是薩洛尼卡），保軍推進到伊斯坦布爾城下，但卻落後希臘人一步進入薩洛尼卡。
由於奧匈帝國與意大利不希望塞爾維亞與希臘壯大，聯手阻止，搞出一個獨立的阿爾巴尼亞。這使得保加利亞無法與塞爾維亞、希臘履行戰前的分配協議，帶來第二次巴尔干战争。最終，奧斯曼帝國戰敗，保加利亞割得奧斯曼帝國在歐洲大陸的部分領土。此為第一次巴尔干战争。

##### 第二次

第二次巴爾幹戰爭後（1913年8月），保加利亞因為被鄰國圍攻、大敗，只好將部分新得土地分給勝利的塞爾維亞、希臘和土耳其，因此保加利亞在1913年末實際新增的領土只有淺綠地區（1912年的保加利亞國土為正綠色）

但是塞爾維亞和保加利亞就馬其頓的統治權產生分歧，保加利亞認為與奧斯曼帝國作戰中他們出力最多，所以希望能多分土地。保加利亞國內傾向占領整個馬其頓，因此無法和塞爾維亞談攏，在奧匈帝國的支持下，1913年6月29日，保加利亞向塞國及希臘宣戰，是為第二次巴尔干战争。保加利亞不久就陷入困境，因為黑山王国、羅馬尼亞王國也宣布參戰，並加入塞爾維亞一方。奧斯曼帝國為收復亞德里亞堡，也從東進攻。在四面受敵的困境下，保加利亞國王斐迪南一世宣布投降。這次塞爾維亞、希臘倒戈一擊，再加上土耳其和羅馬尼亞。結果保加利亞不僅失去不少戰利品，還把南多布羅加割給羅馬尼亞。
1913年8月，保加利亞和戰勝國簽訂《布加勒斯特條約》，多布羅加北部劃給羅馬尼亞。馬其頓則被分成三部分，其中瓦爾達爾馬其頓（其邊界與今馬其頓共和國相若）劃歸塞爾維亞，皮林馬其頓劃歸保加利亞，愛琴馬其頓劃歸希臘。亞德里亞堡在稍後由保加利亞單獨和土耳其簽訂的《伊斯坦布爾條約》中，交還奧斯曼帝國。

#### 第一次世界大战
在巴尔干战争之后，保加利亚人感觉受到背叛。他们开始反对俄国和西方力量。瓦西里·拉多斯拉沃夫政府与德意志帝国、奥匈帝国结盟。
1914年7月，第一次世界大战爆發。在第一次世界大战的第一年，保加利亚置身于外，并因巴尔干战争而仍在恢复中， 德国和奥匈帝国意识到需要保加利亚来击败塞尔维亚力量。保加利亚提出领土要求，特别是马其顿。尽管奥匈帝国不情愿，但最后因柏林的坚持而同意。保加利亚同时与协约国协商，但他们并没有提供令人满意的条款。
1915年9月，沙皇最终决定与德国和奥匈帝国站在一起，加入同盟國，並出兵300,000，配合德奧聯軍攻擊塞爾維亞。結果同盟國很快便占領塞爾維亞全境，塞爾維亞政府及軍隊被逼撤退至希臘的科孚島，後來又進軍羅馬尼亞。在德軍基本撤出巴爾幹防線的情況下，保軍成主力，並且在戰爭的大部分時間裡穩定這條戰線。直到1918年的總崩潰。後保加利亞曾短暫占領馬其頓，但因持續作戰，致使經濟崩潰，國內各民族發生起義，結果無力再戰，向協約國求和。
戰敗的保加利亞簽署《纳伊条约》，失去爱琴海出海口，軍隊也被解散並須賠款4億4,500萬美元。

#### 戰間期
保加利亞在遭受受戰爭賠款重壓下開始動盪，在國王鲍里斯三世的領導下經歷一個逐步獨裁化、政權法西斯化的過程。
1923年一群軍官在鮑里斯的支持下暗殺了首相，1925年索非亞大教堂發生炸彈爆炸案；此後，政府發動白色恐怖，這突顯該國議會政治僅為表象，執政黨在政治中佔據絕對主導地位，政府依靠殘酷鎮壓實現穩定，且持續到大蕭條年代。
1934年，右翼軍人組織「茲維諾」（環節集團）政變上台執政一年，加快法西斯主義的實施。

#### 第二次世界大战
在第二次世界大战爆发后，保加利亚王国决定保持中立。
1940年9月7日，納粹德國的維也納仲裁讓保加利亞人奪回南多布羅加（《克拉約瓦條約》）。由於意大利軍隊在意希戰爭攻希臘的失利，以及英軍進駐希臘對羅馬尼亞油田的威脅，促使德國決定干涉巴爾幹半島，計劃佔領南斯拉夫和通過保加利亞。保軍跟著德意匈三國聯軍入侵南斯拉夫並另外組織政府，在南斯拉夫戰役中，保軍擔任德軍的側翼掩護任務，並在戰後分得南斯拉夫馬其頓的大部分。
1941年，当德国部队开始准备从罗马尼亚入侵希腊，他们抵达保加利亚边境并要求通过保加利亚时，保加利亚被迫加入轴心国。1941年3月1日，親德的首相博格丹·菲洛夫在維也納代表保加利亞簽署《三國同盟條約》，正式加入軸心國。5日，英國和保加利亞斷交。4月，德意佔領希臘，保加利亞獲得希臘的馬其頓地區。在希臘戰役，保加利亞佔領希臘西色雷斯，但薩洛尼卡卻由德國託管。5月底，德意部隊攻占希臘克里特島後，成功迫使同盟國軍隊於此處撤退。蘇德戰爭爆發後，保加利亞國王藉口保加利亞人對俄羅斯感情深厚，不適合和俄羅斯作戰；此外，保軍也要留在境內鎮壓國內共產黨的反法西斯游擊戰。12月12日，日本偷襲珍珠港5日後，保加利亞對美國宣戰。1943年8月28日，鲍里斯三世猝死，死時49歲。
1944年，美英蘇盟國對保的大空襲開始。3月30日，大轟炸之後，首都索非亞市被炸成廢墟，大部分城市人口都疏散到鄉下避難。1944年，苏联反攻時，聯繫保加利亞共產黨，策劃並發動政變，使得保加利亞王國向盟軍及蘇聯投降並退出軸心國。早在1941年成立的反法西斯祖國陣線到1944年春天，已經有約18000名游擊隊員。1944年7月，巴吉安諾夫接任首相，見德國各方面的戰敗，開始通過安排國家退出戰爭的計劃。8月17日，宣布保加利亞中立。8月，蘇軍在雅西-奇西瑙攻勢下佔領同為盟友的羅馬尼亞王國使蘇軍迅速到達保羅邊境。25日，保加利亞政府在蘇聯壓力下要求境內德軍離境。1944年9月5日，蘇聯向保加利亞宣戰（此前兩國一直未處於戰爭狀態）。8日，剛就任首相的穆拉維也夫宣布保加利亞對德宣戰，除在東北部的瓦爾納進行一些戰鬥以外，保加利亞投降倒戈盟軍。9日，祖國陣線在首都發動不流血社會主義政變。祖國陣線中的共產黨掌握司法和內政的控制權，儘管並不是陣線中最強大的派別，受保加利亞共產黨控制，保共藉此掌權。保加利亞皇家陸軍接受蘇軍指揮，參加對德戰爭。28日，保加利亞第一、第二、第四集團軍參與進攻南斯拉夫，最終攻占科索沃的普里什蒂納。 
1945年初，保加利亞第一集團軍赴匈牙利與南斯拉夫國境作戰。在「春季覺醒行動」中，德軍第二裝甲集團軍進攻保第一集團軍陣地，保加利亞軍隊從匈牙利南部攻入奧地利，最後在意大利國境與英軍會合結束戰爭。二战後，保加利亞留住重新奪回的南多布羅加，並被劃入苏联的勢力圈。1944年至1945年，保加利亞國內掀起針對反共主义者的大規模鬥爭運動。共產主義活動家格奥尔基·季米特洛夫回國後，在演講中表示共產黨不可能和任何反對者合作，鬥爭進一步激化。1946年3月，保國議會通過《勞動者土地所有法》，實行土地改革。在數周后的議會選舉中，社會主義者以88.1%的選票取得勝利。1946年9月，保加利亞舉行公投，高達95.6%的選民支持廢除君主政體。年輕的沙皇西美昂二世和家人被迫離國，共產黨第三號人物瓦西里·科拉羅夫就任「共和國臨時主席」，保共完全掌握大權。

### 保加利亞人民共和國（1946－1990年）
1946年，在蘇聯的扶持下，廢除君主制，保加利亞王國宣告滅亡，保加利亞人民共和國成立。

#### 季米特洛夫時代
保加利亞共產黨長期處於執政黨地位，保共總書記格奧爾基·季米特洛夫（逝世）當選為第一任部長會議主席。
1946年至1948年，保共執行多項政策鞏固其統治。1946年10月的制憲大會選舉中共產黨再次獲得多數選票，1個月後季米特洛夫出任部長會議主席。
1947年12月，制憲大會在苏联法學家的幫助下仿照1936年苏联宪法完成「季米特洛夫憲法」，獲准頒布。1948年，反對派幾乎被完全打倒，社會民主主義組織被迫與保共合併，此外保加利亞農民聯盟轉型為保共的忠實合作夥伴。
在1948年至1949年，大部分东正教、伊斯兰教、新教和天主教宗教組織都被限制或禁止，保加利亞正教會雖被保留，卻遭到極大地限制，且被共產主義者滲透。
1949年7月2日，季米特洛夫逝世。保加利亞人民共和國改由以维尔科·契尔文科夫為核心的領導集體領導，科拉羅夫成為部長會議主席。

#### 契爾文科夫時代
一年後，科拉羅夫逝世，契爾文科夫兼任部長會議主席。他仿照斯大林模式，迅速推動國家的工業化發展，實現農業集體化，鎮壓農民的叛亂。
他成立勞教所，勞改犯最多時有100,000人。數千名持不同政見者被判刑，許多都在勞教所中死亡，保加利亞和希臘及南斯拉夫的領土問題被再次引燃。然而，斯大林之死使得契爾文科夫趨於失勢。
1954年3月，契爾文科夫失去總書記的職務，年輕的托多爾·日夫科夫取而代之，契爾文科夫繼續擔任部長會議主席。自1954年開始，托多爾·日夫科夫先後任保共中央第一書記、總書記、部長會議主席、國務委員會主席。
赫鲁晓夫反斯大林之後，保加利亞共產黨隨而譴責斯大林主義，進而討伐契爾文科夫的威权主义。1956年4月，保加利亞共產黨召開中央全會，批判和肅清部長會議主席契爾文科夫的「個人迷信」，他的部長會議主席職位也被安東·於哥夫取代。

#### 日夫科夫時代
日夫科夫在之後的33年統治保加利亞。此時的保加利亞完全忠於蘇聯，同時在國內推行溫和政策。1949年的科斯托夫案被平反；言论自由政策被有限度地還原，當局也結束對教會的迫害。保加利亞和南斯拉夫、希臘的關係逐漸恢復。1955年，保加利亞成為華沙條約組織的成員。1956年，波蘭十月和匈牙利十月事件的動盪並未波及保加利亞，但是保共為避免類似事件的發生對電影、知識分子和文人進行約束和限制。
1960年代，保共實施一系列經濟改革，保加利亞的產品銷售量超出預計數額，保加利亞亦是東歐少數生產香煙和巧克力的國家，是東歐人最熱門的旅遊目的地。1962年11月，安東·於哥夫被指責「極大地侵犯社會主義法制」，遭到革職。總書記日夫科夫兼任部長會議主席。1964年，在蘇聯領導人由赫魯曉夫轉為勃列日涅夫的過程中，日夫科夫保住自己的職位。1968年，華約入侵捷克斯洛伐克，保加利亞跟隨蘇聯介入入侵捷克斯洛伐克的軍事行動，此時的保加利亞普遍被視為東歐陣營中最為親蘇的國家。
1971年，新憲法執行，國家元首的稱謂改為國務委員會主席，由總書記日夫科夫擔任，斯坦科·托多羅夫成為部長會議主席。
日夫科夫雖然不是一位斯大林主義式的「暴君」，但從他自己70歲的1981年開始結束自己推行的溫和政策。這一傾向可從對占保加利亞國內人口10%的土耳其人的同化政策中看出。1984年冬，土耳其系居民被禁止使用土耳其语，並被強制改為保加利亞式姓名。許多土耳其族居民逃往土耳其。部分地區出現勞動力短缺問題，南部的農業生產陷入倒退。保加利亞和西側諸國的經濟往來也有所減少。

#### 共產主義體制的結束
日夫科夫之女柳德米拉·日夫科娃是親西方人士，在她的推動下，保加利亞的社會和文化逐漸變得開放。1980年代後期蘇聯的「新思维」也給保加利亞帶來影響，保共逐漸無法招架要求改革的呼聲。
1989年10月，索菲亚發生關於環境問題的示威。1989年11月，示威進一步擴大至要求全面政治改革，保加利亞共產黨指導部的一些人也認識到改革的必要性，對此反應迅速。1989年11月10日，日夫科夫被迫辭職，前外交部長佩特尔·姆拉德诺夫成為最高領導人，取代日夫科夫出任保共中央總書記和國務委員會主席（1990年4月改稱總統）。
保共的行動僅僅為他們爭取很短的喘息時間，姆拉德諾夫承諾他將開放政權，甚至執行多黨制和自由選舉。示威活動在全國迅速蔓延，要求保共下台的呼聲越來越大。12月11日，姆拉德諾夫又在電視上宣布保共已放棄權力。
1990年1月15日，保加利亞國會宣布正式停止保共的「領導地位」。2月，保共放棄一黨專政體制，更名為「保加利亞社會黨」。6月，保加利亞舉行1939年以來首次自由選舉，保加利亞成為多黨制國家。11月，國會通過投票將國名從「保加利亞人民共和國」改為「保加利亞共和國」，並刪除國旗上帶有共產主義色彩的國徽（1997年新國徽啟用），保加利亞人民共和國正式結束。

## 現代

### 保加利亞共和國（1990至今）
隨着东欧剧变，1990年，保加利亞決定實行多党制，保共也重組為保加利亞社會黨。11月，大國民議會決定將國名從保加利亞人民共和國改為保加利亞共和國。
2001年，保加利亞王國的最後一任君主西美昂二世獲選為共和國總理。
华沙条约组织解散後，2004年3月29日，保加利亞加入北約。2007年1月1日，通過政治和經濟的改革，成為歐洲聯盟的一員。

#### 總統選舉（2011年）
2011年10月23日。本次選舉有兩位候選人參觀，分別是保加利亞社會黨的伊瓦伊洛·卡爾芬和保加利亞歐洲發展公民黨的羅森·普列夫內利耶夫。
選舉結果是羅森·普列夫內利耶夫以52.6%的得票率當選。

### 引用
1. ↑  Richard C. Hall, "Bulgaria in the First World War," Historian, (Summer 2011) 73#2 pp 300–315
2. ↑  Ian Kershew著、林華譯. . 中信出版集團. 2018年12月: 202. ISBN 978-7-5086-8300-3.

## 外部連結
中文
- 我思清华：水木清华历史版精华区——保加尔(Bulgar)人之流向[永久]

保加利亞文
- 保加利亞科學學院中央圖書館之保加利亞歷史文章
- 保加利亞共和國政府網頁之保加利亞歷史介紹
- 保加利亞中世紀歷史地圖
- 保加利亞鄂圖曼統治下之歷史地圖 (1396年至1878年)
- 保加利亞現代歷史地圖

英文
- 保加利亞歷史(681年至1944年)
- 保加利亞諸君主和領導小傳
- 保加和第一保加利亞帝國（页面存档备份，存于）
- 拜占庭帝國馬其頓王朝下的保加利亞（页面存档备份，存于）
- 保加利亞阿森王朝（页面存档备份，存于）
- 保加利亞Terter王朝（页面存档备份，存于）
- 保加利亞自1879年至今（页面存档备份，存于）
- 保加利亞歷史地圖（页面存档备份，存于）
- History of Bulgaria
- Historical maps of medieval Bulgaria (in Bulgarian)
- Historical maps of Bulgaria under Ottoman rule (1396-1878)
- Historical maps of modern Bulgaria (in Bulgarian)
- WWW-VL: History: Bulgaria（页面存档备份，存于）
- 7页保加利亞简史